# Самойлов, Владимир Константинович
Владимир Константинович Самойлов (1866—1916) — русский военный деятель, генерал-майор. Участник похода в Китай 1900—1901 годов и русско-японской войны.

## Биография
Образование получил в Полтавском кадетском корпусе (1884) и Николаевском инженерном училище (1887).
Офицер 4-го понтонного батальона. Позже служил в Закаспийской саперной роте. Поручик (07.08.1889).
Окончил Николаевскую академию генштаба (1893; по 1-му разряду). Штабс-Капитан (20.05.1893). Состоял при Приамурском ВО. Помощник ст. адъютанта штаба Приамурского ВО (06.10.1894-04.08.1895). Капитан (02.04.1895). Обер-офицер для поручений при Командующем войсками Амурской области (04.08.1895-28.08.1898). Штаб-офицер для особых поручений при Командующем войсками Приамурского ВО (28.08.1898-13.05.1900).
Подполковник (06.12.1899). Штаб-офицер для особых поручений при Главном Начальнике Квантунской области (13.05.1900-27.04.1901).
Участник военных действий в Китае 1900—1901 гг. И.д. начальника штаба 3-й Вост-Сибирской стрелковой бригады (27.04.1901-28.08.1902).
С 28 августа 1902 года военный агент в Японии. Полковник (06.12.1903).
Участник русско-японской войны 1904—1905 гг. Состоял при главной квартире Наместника на Дальнем Востоке. По настоянию генерала Куропаткина был выслан из района действий Манчжурской армии в распоряжение генерала Линевича (в Приморскую область).
С 27 июня 1905 года в распоряжении начальника Главного штаба.
С 10 января 1906 года снова военный агент в Японии. Генерал-майор (06.12.1909).
Умер 1 февраля 1916 года на борту парохода в пути из Кобе в Шанхай.

## Награды
- орден Св. Станислава 3-й степени (1896)
- орден Св. Анны 3-й степени (1898)
- орден Св. Станислава 2-й степени (1899)
- орден Св. Владимира 4-й степени с мечами и бантом (1900)
- орден Св. Анны 2-й степени с мечами (1901)
- Золотое оружие (20.04.1902)
- орден Св. Владимира 3-й степени (26.11.1904)
- орден Св. Станислава 1-й степени (25.03.1912)
- орден Св. Анны 1-й степени (22.03.1915)